# Convenio Internacional para la Seguridad de la Vida Humana en el Mar

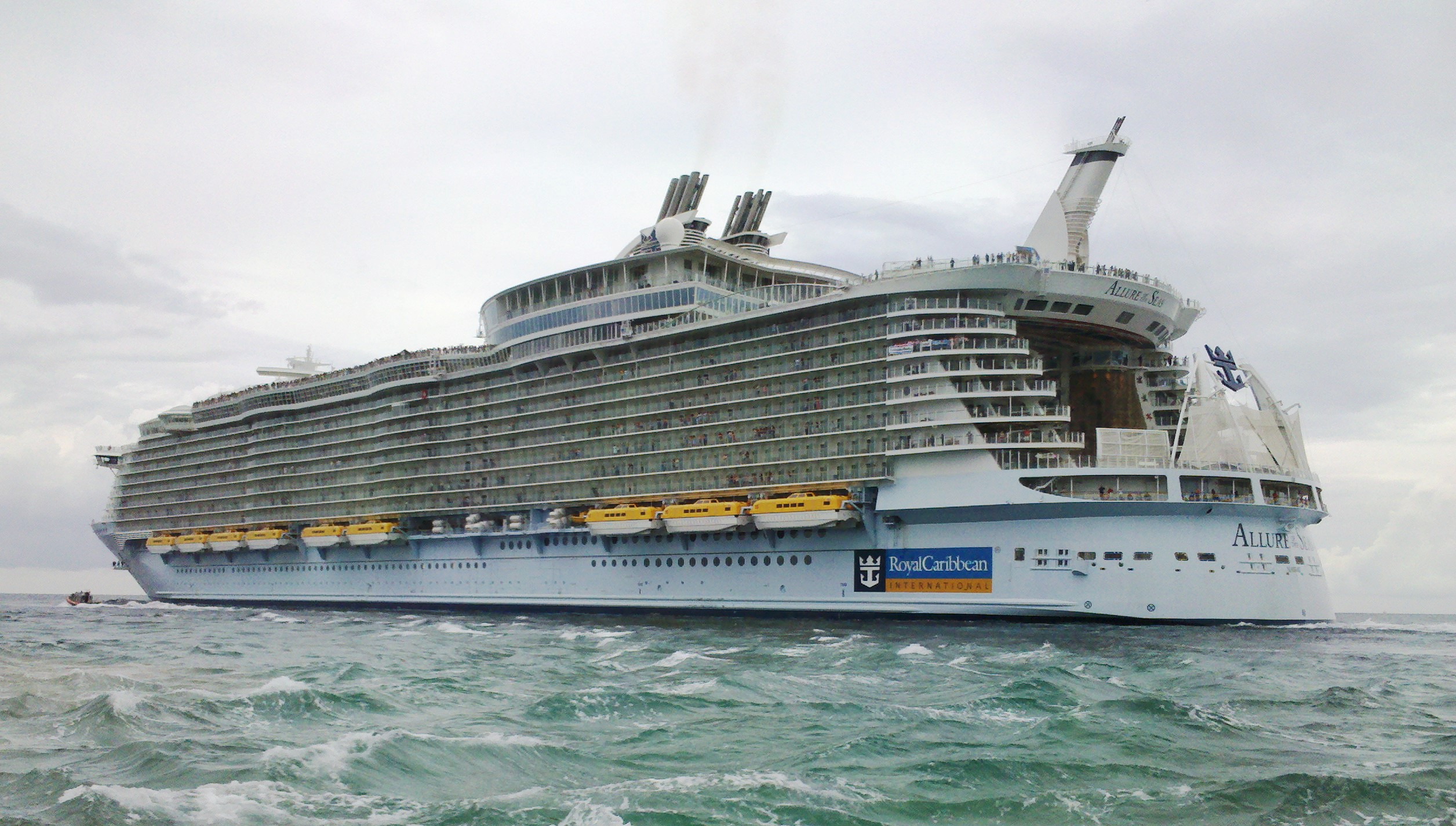
Crucero de Allure of the Seas en el sitio Ships leaving port (2010)

El Convenio Internacional para la Seguridad de la Vida en el Mar o SOLAS (acrónimo de la denominación inglesa del convenio: "Safety of Life at Sea") es el más importante de todos los tratados internacionales sobre la seguridad de los buques.

## Historia y protocolos
La primera versión fue aprobada en 1914, en respuesta a la catástrofe del Titanic; la segunda, en 1929; la tercera, en 1948; la cuarta, en 1960; y la quinta, en 1974. Esta última, en vigor, incluye el procedimiento de aceptación tácita, que establece que una enmienda entrará en vigor en una fecha determinada a menos que, antes de esa fecha, las objeciones a la enmienda se reciban de un número convenido de partes.
El Convenio internacional para la seguridad de la vida humana en el mar (SOLAS) actualmente vigente fue adoptado el 1 de noviembre de 1974 por la Conferencia internacional sobre seguridad de la vida humana en el mar, convocada por la Organización Marítima Internacional (OMI), y entró en vigor el 25 de mayo de 1980. Desde entonces se ha enmendado dos veces por medio de protocolos:
- El protocolo adoptado el 17 de febrero de 1978 por la Conferencia internacional sobre seguridad de los buques tanque y prevención de la contaminación (protocolo de 1978 relativo al SOLAS), el cual entró en vigor el 1 de mayo de 1981.

- El protocolo adoptado el 11 de noviembre de 1988 por la Conferencia internacional sobre el sistema armonizado de reconocimientos y certificación (protocolo de 1988 relativo al SOLAS), que entró en vigor el 3 de febrero de 2000 y reemplazó y dejó sin efecto el protocolo de 1978, entre las partes en el protocolo de 1988.

Además, el convenio es objeto de continuas enmiendas, bien mediante resoluciones aprobadas en las reuniones del Comité de Seguridad Marítima (CSM) de la OMI, o en conferencias de gobiernos contratantes. Hasta la fecha de publicación de su versión refundida de 2009, el convenio había sido objeto de 36 enmiendas.
El protocolo de 1988 también ha sido enmendado en varias ocasiones; una de las últimas enmiendas entró en vigor en enero de 2017.

## Disposiciones técnicas
El objetivo principal del convenio SOLAS es especificar normas de construcción, equipamiento y explotación de buques para garantizar su seguridad y la de las personas embarcadas. Los Estados de abanderamiento que hayan adoptado el SOLAS son responsables de garantizar que los buques bajo su pabellón cumplan con sus prescripciones, mediante los oportunos reconocimientos y emisión de los certificados establecidos en el Convenio como prueba de dicho cumplimiento. Las disposiciones de control permiten también a los Gobiernos Contratantes inspeccionar los buques de otros Estados contratantes si hay motivos fundados para creer que el buque y su equipo no cumplen sustancialmente con los requisitos de la Convención. Este procedimiento se conoce con el nombre de Estado Rector del Puerto.
El convenio SOLAS incluye artículos que establecen las obligaciones generales, el procedimiento de enmienda y un anexo estructurado en 14 capítulos.

### Anexo
Capítulo I – Disposiciones Generales
Incluye normas relativas al ámbito de aplicación, a la inspección y reconocimientos del buque, de los dispositivos de salvamento y otros equipos, así como de la expedición y refrendo de certificados que señalan que el buque cumple con los requisitos de la Convención.
Capítulo II-1 Construcción – Estructura, compartimiento y estabilidad, instalaciones de máquinas e instalaciones eléctricas.
Este es un capítulo bastante amplio que comprende cinco partes:
- Parte A: Incluye prescripciones sobre aspectos estructurales, mecánicos y eléctricos aplicables a los buques y también relativas a la protección contra la corrosión de los tanques de lastre de agua de mar.

- Parte B: Incluye instrucciones especiales relativas al compartimiento y estabilidad tanto de los buques de pasaje como aquellos de transbordo rodado y otras prescripciones sobre varios temas como el lastrado, dobles fondos, construcción de mamparos y puertas estancas, medios de bombeo de agua de sentina y lucha contra averías entre otros.

- Parte C: Incluye prescripciones sobre las máquinas y sus sistema de mando, aparatos de gobierno, calderas de vapor, sistemas de aire comprimido, ventilación en los espacios de máquinas, comunicaciones puente-máquinas y sistemas de alarmas para las máquinas.

- Parte D: Instrucciones sobre las fuentes de energía eléctrica principal y de emergencia, sistema de alumbrado y precauciones sobre descargas eléctricas, incendios de origen eléctrico y otros riesgos de otro tipo.

- Parte E: Prescripciones complementarias relativas a espacios de máquinas sin dotación permanente.

Capítulo II-2 – Construcción-prevención, detección y extinción de incendios
Incluye disposiciones detalladas de seguridad contra incendios en todos los buques y medidas específicas para los buques de pasaje, buques de carga y petroleros.
Esto incluye los siguientes principios: la división del buque en zonas principales y verticales por límites térmicos y estructurales, la separación entre los alojamientos y el resto de la nave por los límites térmicos y estructurales, el uso restringido de materiales combustibles, detección de cualquier incendio en la zona de origen, contención y extinción de cualquier incendio en el espacio de origen, la protección de los medios de evacuación o de acceso para la lucha contra incendios; disponibilidad de extintores de incendios, la reducción al mínimo de la posibilidad de ignición de vapores inflamables de carga.
Capítulo III – Dispositivos y medios de salvamento
El capítulo incluye los requisitos para los dispositivos de salvamento y medios, incluidos los requisitos de botes salvavidas, botes de rescate y chalecos salvavidas según el tipo de buque. El código internacional de dispositivos de salvamento (LSA Code) otorga determinados requisitos técnicos de obligatorio cumplimiento en virtud de la Regla 34, que establece que todos los dispositivos de salvamento y medios deberán cumplir con los requisitos aplicables del Código LSA.
Capítulo IV – Radiocomunicaciones
Este capítulo contiene las prescripciones funcionales relativas a la transmisión y recepción de las alertas de socorro buque-tierra como buque-buque y otras, además los compromisos adquiridos con los gobiernos contratantes con relación a la provisión de los servicios de radiocomunicaciones y las instrucciones relacionadas con las instalaciones radioeléctricas, equipos radioeléctricos, zonas marítimas A1, A2, y A3, servicios de escucha y personal de radiocomunicaciones.
La regla 5-1 de este capítulo compromete a los gobiernos contratantes a garantizar que se tomen las medidas adecuadas para registrar las identidades del sistema de socorro y seguridad marítima (SMSSM) y para que los centros coordinadores de salvamento puedan obtener la información las 24 horas del día.
Capítulo V – Seguridad de la Navegación
Este capítulo especifica las prescripciones de los servicios relacionados con la seguridad de la navegación tales como, servicios y avisos meteorológicos, de vigilancia de hielos, de búsqueda y rescate, servicios hidrográficos, de notificación de buques y servicio de tráfico marítimo.
Incluye además otras informaciones relativas al establecimiento y funcionamiento de las ayudas a la navegación, así como las prescripciones relativas a los sistemas y aparatos náuticos que se han de llevar a bordo, empleo de los sistemas de control de rumbo o de la derrota, sobre el funcionamiento de los aparatos de gobierno, mensajes de socorro, señales de salvamento y código internacional de señales.
Capítulo VI – Transporte de Cargas
Este capítulo rige el transporte de cargas (excepto líquidos y gases a granel y los aspectos del transporte ya tratados en otros capítulos) que, debido a los riesgos particulares que entrañan para los buques y las personas a bordo, puedan requerir precauciones especiales en todos los buques a los que se aplica el convenio.
Las regulaciones incluyen disposiciones especiales para el embarque, desembarque y estiba de cargas a granel que no sean granos y también una parte con las prescripciones para los buques de carga que transportan grano. El Capítulo obliga a los buques de carga que transporten grano a cumplir con el Código Internacional de Cargas Sólidas a Granel.
Capítulo VII – El transporte de mercancías peligrosas
Las regulaciones están contenidas en cuatro partes:
- Parte A: Disposiciones relativas al transporte de mercancías peligrosas en bultos o en formas sólidas a granel que incluyen la clasificación, el embalaje/envase y marcado, etiquetado y rotulación entre otras cosas.
- Parte B: Construcción y equipamiento de buques que transporten productos químicos líquidos peligrosos a granel.
- Parte C: Incluye las disposiciones relativas a la construcción y equipamiento de buques que transporten gases licuados a granel.
- Parte D: incluye prescripciones especiales para el transporte de combustible nuclear irradiado, plutonio y desechos radiactivos de alta actividad en bultos a bordo de los buques.

Este capítulo requiere al transporte de mercancías peligrosas el cumplimiento de las disposiciones pertinentes del Código Marítimo Internacional de Mercancías Peligrosas.
Capítulo VIII – Los Buques Nucleares
Este capítulo especifica las disposiciones para los buques nucleares, el ámbito de aplicación de las mismas, las exenciones, lo relativo a la aprobación de la instalación del reactor, la protección contra las radiaciones y todo lo referente a los reconocimientos y certificaciones.
Capítulo IX – Gestión de la seguridad operacional de los buques
Este capítulo contiene las prescripciones relativas a la gestión de la seguridad, obligando tanto a las compañías que explotan comercialmente a los buques, como a los propios buques al cumplimiento del Código Internacional de Gestión de la Seguridad (IGS).
Capítulo X – Medidas de seguridad aplicables a las naves de gran velocidad
El capítulo incluye disposiciones aplicables a los buques de alta velocidad y hace de obligatorio cumplimiento el Código internacional de seguridad para naves de gran velocidad (Código NGV).
Capítulo XI-1 – Medidas especiales para incrementar la seguridad marítima
El capítulo aclara los requisitos relativos a la autorización de las organizaciones reconocidas y las prescripciones relativas a los reconocimientos mejorados, al número de identificación del buque, a la supervisión de las disposiciones operacionales por el estado rector del puerto y todo lo conducente para la expedición por parte de la administración del registro sinóptico continuo.
Capítulo XI-2 – Medidas especiales para incrementar la protección marítima
Este capítulo hace referencia al Código internacional para la protección de los buques y de las instalaciones portuarias (Código PBIP) y exige que los buques, las compañías y las instalaciones portuarias cumplan las prescripciones pertinentes de la parte A del Código internacional para la protección de los buques y de las instalaciones portuarias (Código PBIP).
La parte A del Código contiene las prescripciones obligatorias relativas a las disposiones del capítulo XI-2 del Convenio SOLAS 1974, enmendado, y la parte B, las orientaciones relativas a las disposiciones del capítulo XI-2 del Convenio SOLAS 1974, enmendado, y a la parte A del Código.
Capítulo XII – Medidas de seguridad adicionales aplicables a los graneleros
Este capítulo incluye el ámbito de aplicación y el plan de implementación de estas medidas, prescripciones sobre la estabilidad con averías en este tipo de buques, los procedimientos de reconocimiento y mantenimiento y otros aspectos como, la declaración de la densidad de la carga a granel, alarmas para detectar la entrada de agua a las bodegas y la disponibilidad de los sistemas de bombeo.
Capítulo XIII – Verificación del cumplimiento
Establece la obligatoriedad en el cumplimiento de las responsabilidades adquiridas bajo este Convenio por todos los Estados miembros. Introduce un sistema de Auditorias de verificación que servirá para dar cuenta de dicho cumplimento ante la OMI.
Capítulo XIV – Medidas de Seguridad para los buques que operen en aguas polares
Establece un nuevo instrumento que pretende regular la navegación marítima en las grandes rutas de aguas polares, dotar a los buques de los medios necesarios para preservar la vida humana en la mar bajo esas temperaturas y condiciones climatológicas extremas, así como preservar el medio ambiente en una zona tan vulnerable.

## PEF 2010
Las enmiendas al Convenio SOLAS para hacer obligatorio el Código Internacional para la aplicación de procedimientos de ensayo de exposición al fuego, 2010 (Código PEF 2010), se adoptaron cuando el Comité de Seguridad Marítima se reunión en su 88.ª Sesión del 24 de noviembre al 3 de diciembre de 2010.